# Max Egon Becker
Max Egon Becker (* 6. April 1918 in Stuttgart; † 26. Januar 1983) war ein deutscher Rundfunktechniker, der 1945 in einem Vorort Pforzheims eine funktechnische und elektromechanische Werkstatt gründete.

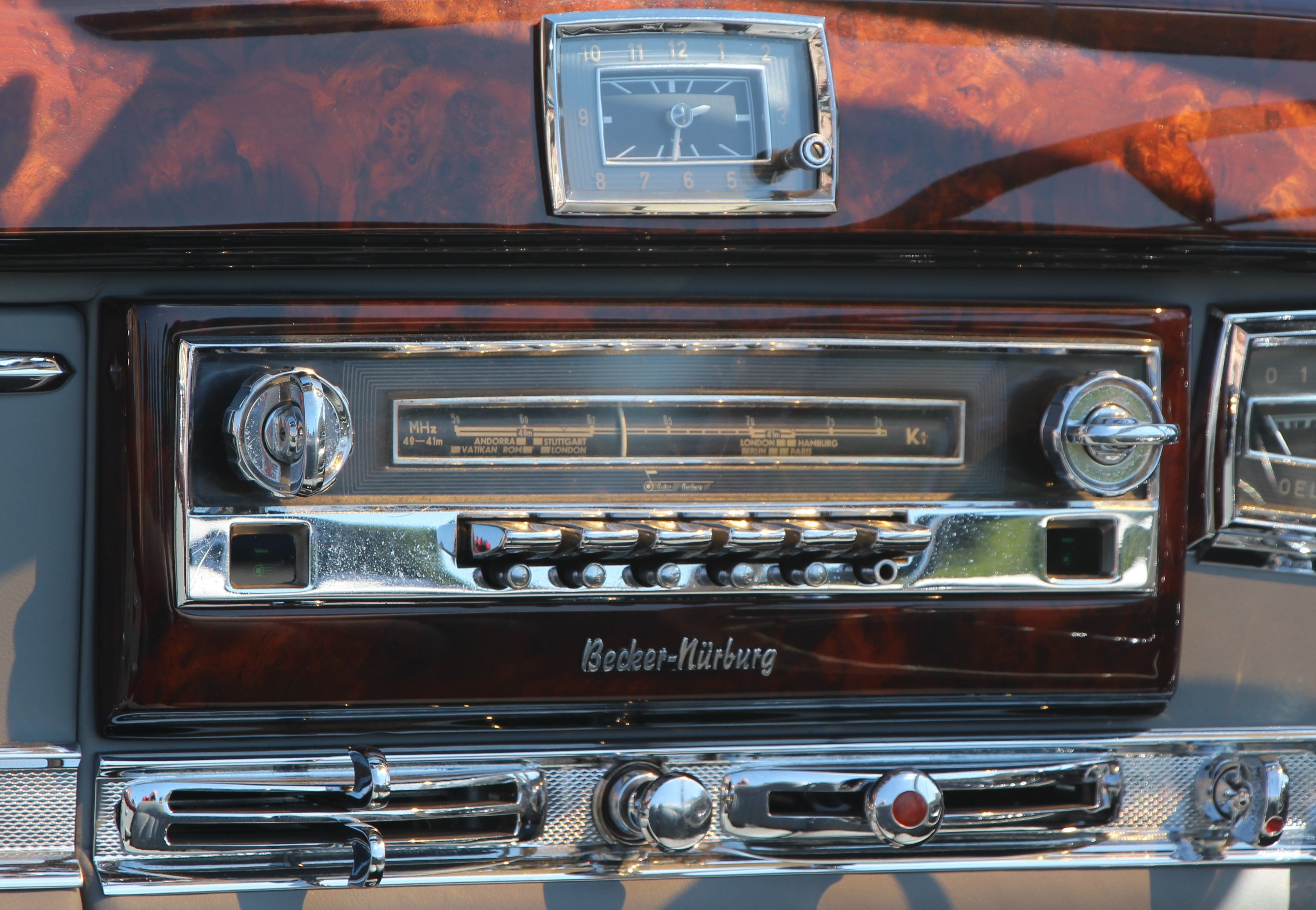
Becker Nürburg Röhrengerät
etwa 1950

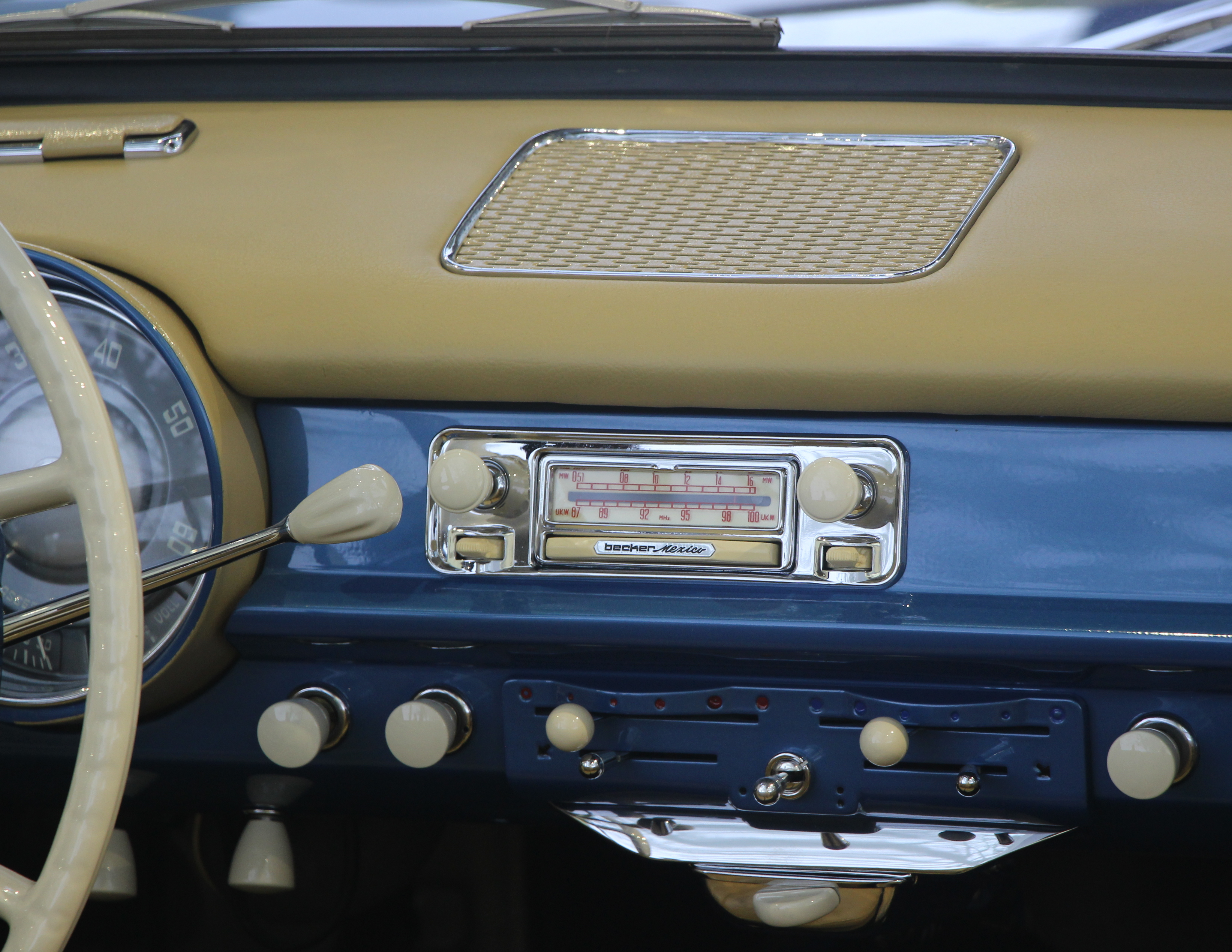
Becker Mexico in einem BMW 503, 1956–1960

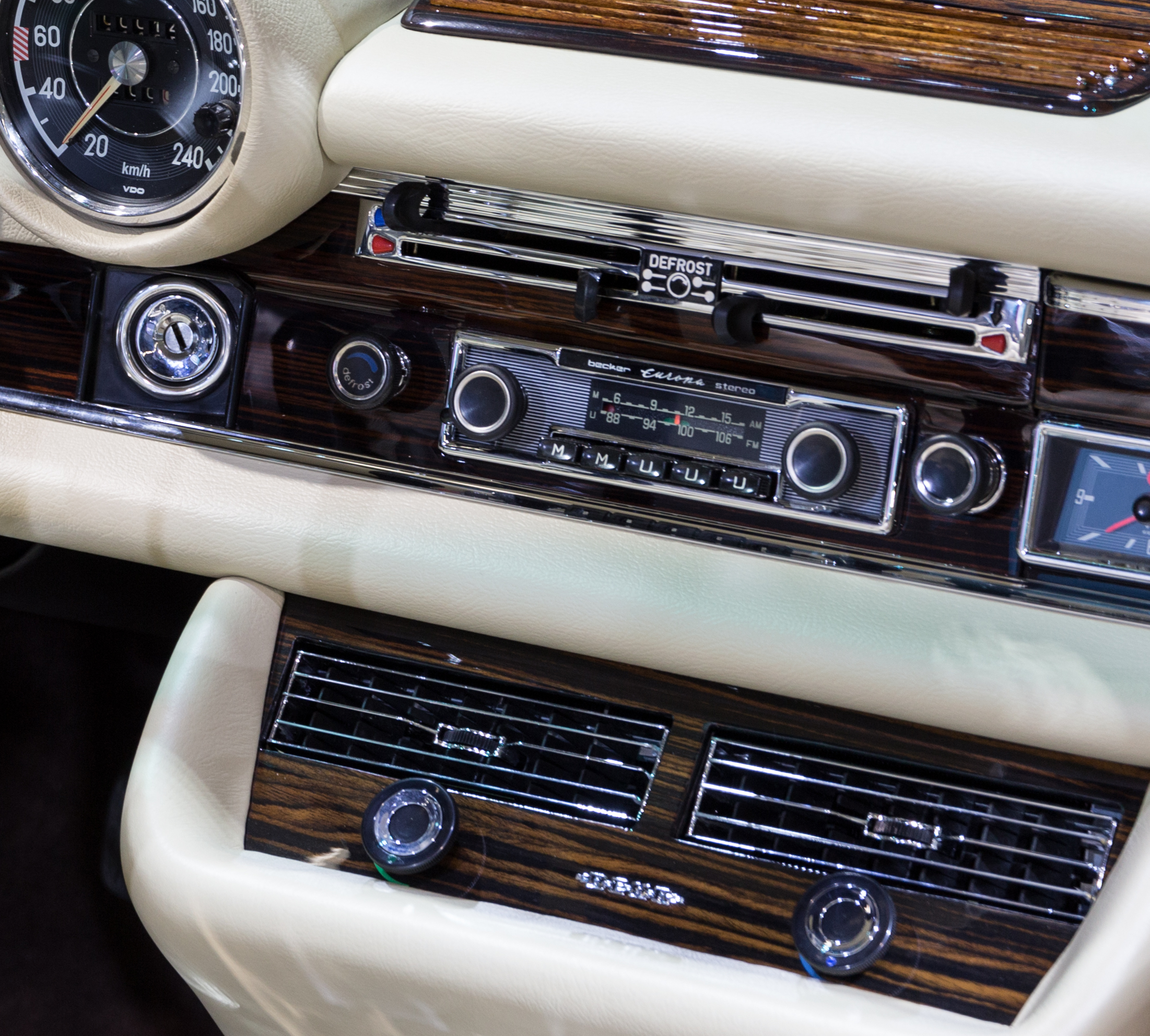
Becker Europa in einem Mercedes-Cabrio W111C, 1961–1971

1949 gründete er die Becker Radiowerke, nachdem er zwei Autoradios bei Daimler-Benz im April desselben Jahres vorgestellt hatte: der Autohersteller entschied sich für das Modell Autophon, das dann als Modell Solitude für den Mercedes-Benz 170 S hergestellt wurde. 1952 baute Becker ein Radio für den VW-Käfer; in seinem Werk in Ittersbach (im Raum Karlsruhe) beschäftigte Becker im selben Jahr etwa 200 Mitarbeiter. 1970 kam ein zweites Werk im pfälzischen Schaidt dazu. Der gute Bezug zu seinem ersten Kunden Mercedes-Benz blieb für die Firma immer weiter bestehen. Bis zu den Zeiten der genormten Autoradiogröße ist bekannt, dass Daimler-Benz ab Werk ausschließlich Becker-Geräte einbaute.

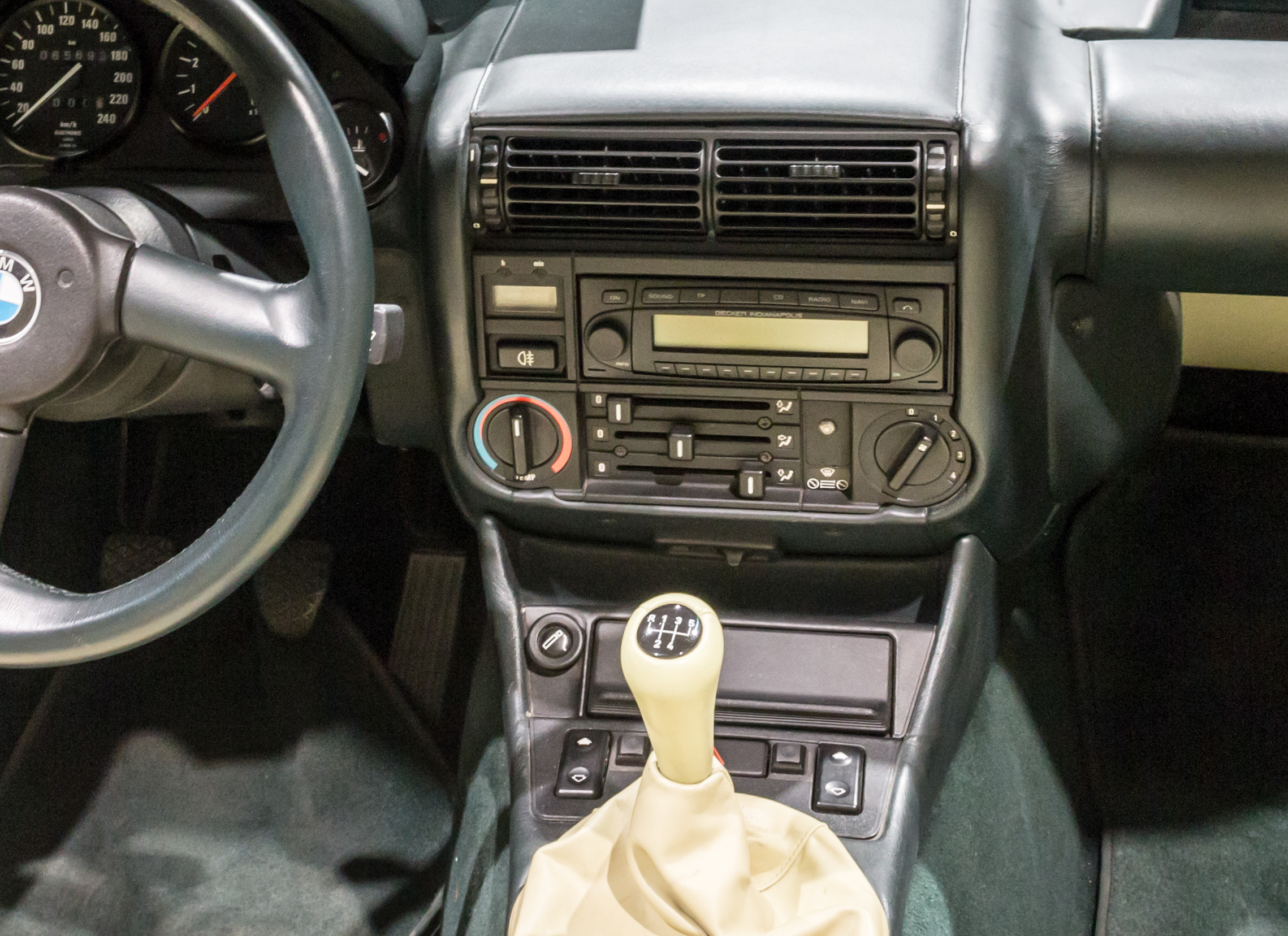
Ein moderneres Becker Indianapolis Autoradio

Max Egon Becker fuhr schon 1935 Motorradrennen und nahm 1951 als einer von 15 deutschen Fahrern an der ersten Rallye Monte Carlo nach dem Krieg teil, wobei ihm in dem Jahr kein Erfolg beschieden war. 1952 und 1954 erhielt er bei der "Monte" den Preis für die "Beste Autoradioausstattung" (1952 mit dem Becker Monaco, 1954 mit dem damaligen Becker Mexico). Zu seinem Marketing gehörte, zu großen Rennen seine neuen Geräte vorzustellen. Durch seinen Bezug zum Motorsport trugen die Becker-Autoradios oft Namen von Rennstrecken, wie beispielsweise Monza oder Indianapolis.
Becker war auch Sportflieger, und als 1956 wieder Flugverkehr in Deutschland möglich war, entschloss er sich, als zweites Standbein seiner Firma Flugfunkgeräte zu fertigen. Im Oktober 1956 hatte er einen Hangar in Baden-Baden/Oos für ein Erprobungsflugzeug zur Verfügung. Schon 1957 hatte er eine erste eigene Funkgerätkonstruktion, aber erst die dritte Version 1963 war fertigungsreif. Daher wurden bis dahin Geräte ausländischer Hersteller verkauft, eingebaut und gewartet. Beckers Geräte waren von Anfang an modular aufgebaut und nutzten die damals neuen Transistoren. Die Fertigung war direkt am Flugplatzgelände angesiedelt. 1979 zog der Bereich nach Rastatt auf ein größeres Gelände um.
Der Firmenbereich Autoradios wurde 1995 von US-Konzern Harman International Industries übernommen und wurde so zu Harman Becker Automotive Systems.

## Privatleben
Max Egon Becker war verheiratet und hatte Kinder. Sein Sohn Roland war auch in der Firma tätig, konnte aber den Verkauf der Autoradio-Sparte 1995 nicht verhindern;  er blieb Geschäftsführer der Becker Flugfunkwerke GmbH, die seit 2013 den Namen Becker Avionics tragen. Seit 1994 sind Stammwerk und Firmenzentrale am Baden-Airpark in Rheinmünster; im Jahr 2016 waren dort etwa 90 Mitarbeiter beschäftigt.